# August Fink (Kunsthistoriker)
Karl Emanuel Wilhelm August Fink (* 14. Dezember 1890 in Wolfenbüttel; † 23. August 1963 in Hannover) war ein deutscher Kunsthistoriker. Von 1934 bis 1955 war er Direktor des Herzog Anton Ulrich-Museums in Braunschweig.

## Leben
August Fink wuchs in Wolfenbüttel auf, wo er die „Große Schule“ absolvierte. Von 1909 bis 1915 studierte er an verschiedenen Universitäten neben Kunstgeschichte auch Mathematik, Geschichte, Philosophie und klassische Archäologie. In Berlin war er Schüler Adolph Goldschmidts. Er wurde 1915 mit der Dissertation Die figürliche Grabplastik in Sachsen von den Anfängen bis zur zweiten Hälfte des dreizehnten Jahrhunderts promoviert. Bis 1918 nahm er am Ersten Weltkrieg teil. Von 1919 bis 1922 war er am Provinzialmuseum Hannover und anschließend bis 1925 an der Herzog August Bibliothek in Wolfenbüttel tätig. Von 1934 bis 1937 leitete er die Gemeinde der Bekennenden Kirche in Wolfenbüttel. Während des Zweiten Weltkriegs leistete er von 1939 bis 1945 Kriegsdienst als Leiter eines Druckereizuges der Luftwaffe.

### Tätigkeit in Braunschweig
Seit 1925 war Fink als Assistent am Herzog Anton Ulrich-Museum in Braunschweig beschäftigt. Im Jahre 1929 wurde er Museumsinspektor und 1931 Leiter des Museums. Von 1934 bis 1955 war er Museumsdirektor. Fink habilitierte sich 1928 an der Technischen Hochschule Braunschweig, wo er danach als Privatdozent und seit 1950 als Professor lehrte. Seinen Forschungsschwerpunkt bildete die mittelalterliche Kunst des norddeutschen Raumes. Seine genaue Inventarisierung des Museums ist bis heute von Bedeutung.

## Werke (Auswahl)
- Die Schwarzschen Trachtenbücher. Berlin 1963.
- Die Marienkirche, Hauptkirche B.M.V.. Wolfenbüttel 1957.
- Geschichte des Herzog-Anton-Ulrich-Museums in Braunschweig. Braunschweig 1954.
- Die Uhren Herzog Augusts d. J.. Braunschweig 1953.